# Koreai esküvői hagyományok

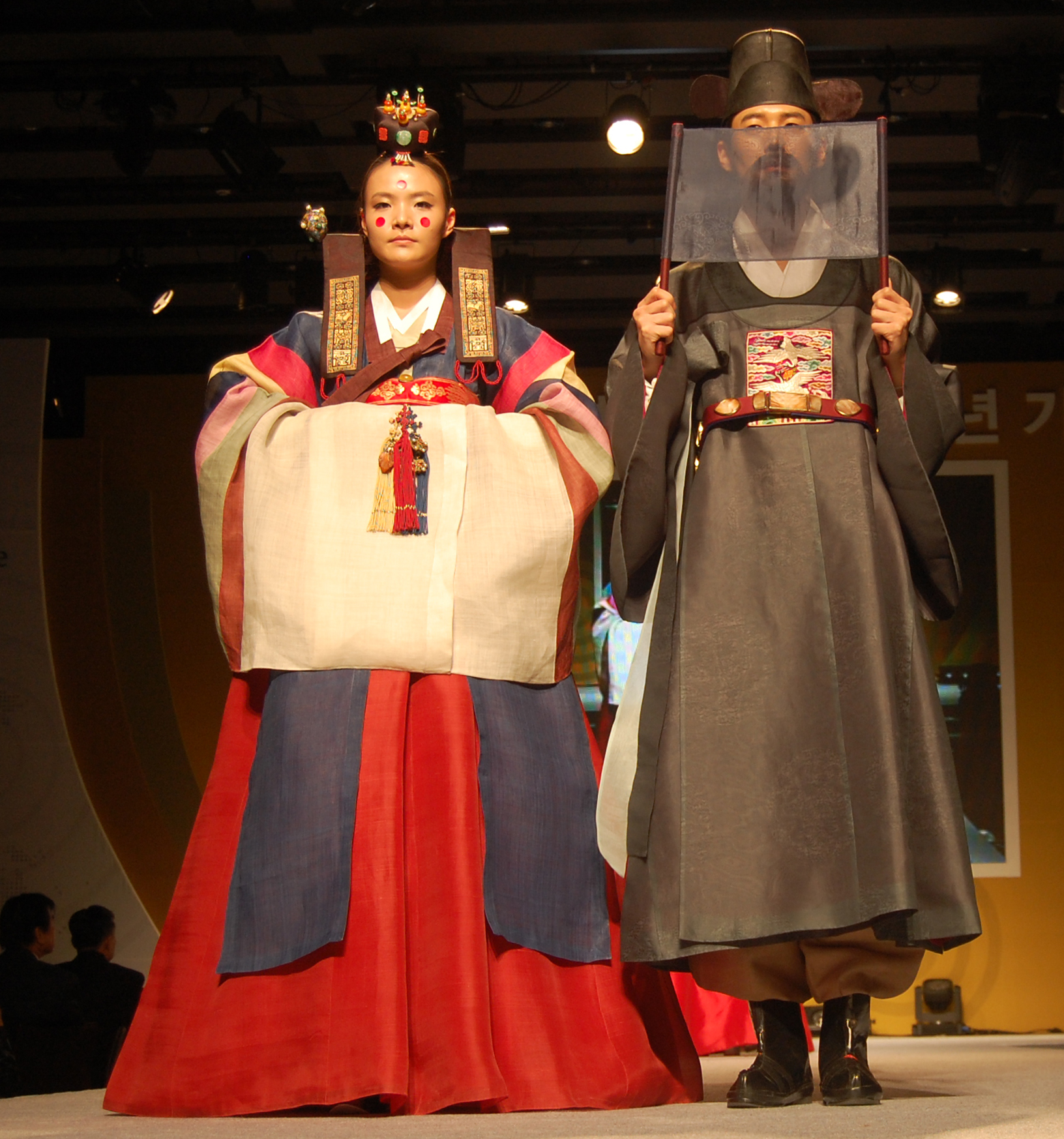
I Jonghi (Lee Yonghui) divattervező esküvői hanbokjai

A koreai esküvői hagyományok ötvözik a történelmi hagyományokat és a modern, nyugatról átvett szokásokat. Dél-Koreában 19 éves kortól tekinthető bárki felnőttnek, legkorábban 18 évesen lehet házasságot kötni, ekkor csak szülői (gondviselői) engedéllyel. Dél-Koreában a polgári házasságkötést nem ünneplik ceremónia formájában, mint Magyarországon, a lakóhely szerinti városházán történő regisztráció bármikor  megejthető. Észak-Koreában a legális életkor a házasságkötéshez férfiaknál 18, nőknél 17 év.

## Esküvő a történelmi államokban

### Korjo
A Korjo (Goryeo) királyságban a nőket férjhez menetel után sem tekintették a férj családjához feltétel nélkül tartozónak. A nők és a férfiak szabadon vegyülhettek, az esküvőt pedig általában a menyasszony házában tartották, és gyakran a férj hosszabb-rövidebb időre ide is költözött. Egy férfinak három-négy felesége is lehetett, a válás is megengedett volt, és a későbbi szokásokkal ellentétben az özvegyeknek is szabad volt újra férjhez menniük. A férfiak átlagosan 20, a nők 17 évesen kötöttek házasságot. A nemesi családok nem csak az apai, de az anyai ágon is számon tartották felmenőiket és nagy hangsúlyt fektettek a klánjuk (본관, pongvan (bongwan)) származási helyére.